# Sabin Tambrea
Sabin Tambrea, né le 18 novembre 1984, est un acteur roumain et allemand.

## Biographie

### Enfance et formation
Sabin Tambrea est né en Roumanie, d'une famille de musiciens. Face à la dictature à laquelle Nicolae Ceausescu soumet le pays, son père profite d'une tournée en Allemagne, avec son orchestre, pour fuir le régime totalitaire roumain. Par la suite, il organise le rapatriement de sa famille à ses côtés, alors que Sabin n'a que trois ans. Sabin grandit donc en Rhénanie-du-Nord-Westphalie, à Marl. Ses parents sont membres de l'Orchestre Philharmonique de Hagen et du Philharmonique de Dortmund. Sa sœur est professeur de violon à l'Académie de musique de Darmstadt. 
Sabin étudie le violon très tôt, il pratique également l'alto et le piano. 
Il fait ses débuts professionnels sur scène dès ses six ans, en tant que soliste, dans la chorale pour enfants du Théâtre d'Hagen. Entre 1994 et 2002, il participe en tant que violoniste à plusieurs concours, régionaux et nationaux, consacrés aux jeunes musiciens. Durant ces compétitions, il remporte six fois la première place. Il est alors membre d'un orchestre pour jeunes, Landesjugendorchester. 
À 18 ans, Sabin Tambrea achève son cursus musical, pour se consacrer à une formation d'acteur. En 2006, il intègre l'Académie des arts dramatiques Ernst Busch à Berlin. Il obtient son diplôme en 2010.

## Filmographie
- 2010 : Polizeiruf 110 – épisode Der Tod und das Mädchen
- 2011 : L'invisible
- 2012 : Ludwig II. : Louis II de Bavière
- 2013 : Tatort
- 2013 : Fliehkraft
- 2013 : Le Grand Cahier : l'ami de l'officier
- 2015 : Ma folie
- 2015 : L'Enfant de Buchenwald : Lieutenant-SS Hermann Reineboth
- 2015 : Jesus Cries
- 2016 : Marthes Geheimnis
- 2016 : Berlin 56 : Joachim Franck
- 2016 : Marie Curie : August Gyldenstople
- 2016 : Jack l'éventreur - Sur les traces du tueur : David Cohen
- 2017 : Berlin 59 : Joachim Franck
- 2017 : Berlin Station : Thin White Duke / Julian De Vos
- 2019 : Les Siffleurs : Zsolt / Corneliu Porumboiu
- 2020 : Narziss und Goldmund : Narziss
- 2021 : Berlin 63 : Joachim Franck
- 2021 : Les Aventures d'un mathématicien de Thorsten Klein : Klaus Fuchs

## Récompenses
- Bavarian Film Awards 2012 : Prix du nouveau talent masculin pour Ludwig II.
- New Faces Award 2013 : Prix du jeune interprète pour Ludwig II.
- Daphne-Preis 2013 : Prix des jeunes acteurs du Theatergemeinde Berlin
- Festival International du Film Historique de Waterloo 2013 : Meilleur acteur pour Ludwig II.
- Deutscher Filmpreis 2013 : Nommé dans la catégorie Meilleur Acteur pour Ludwig II.